# Nastagio degli Onesti

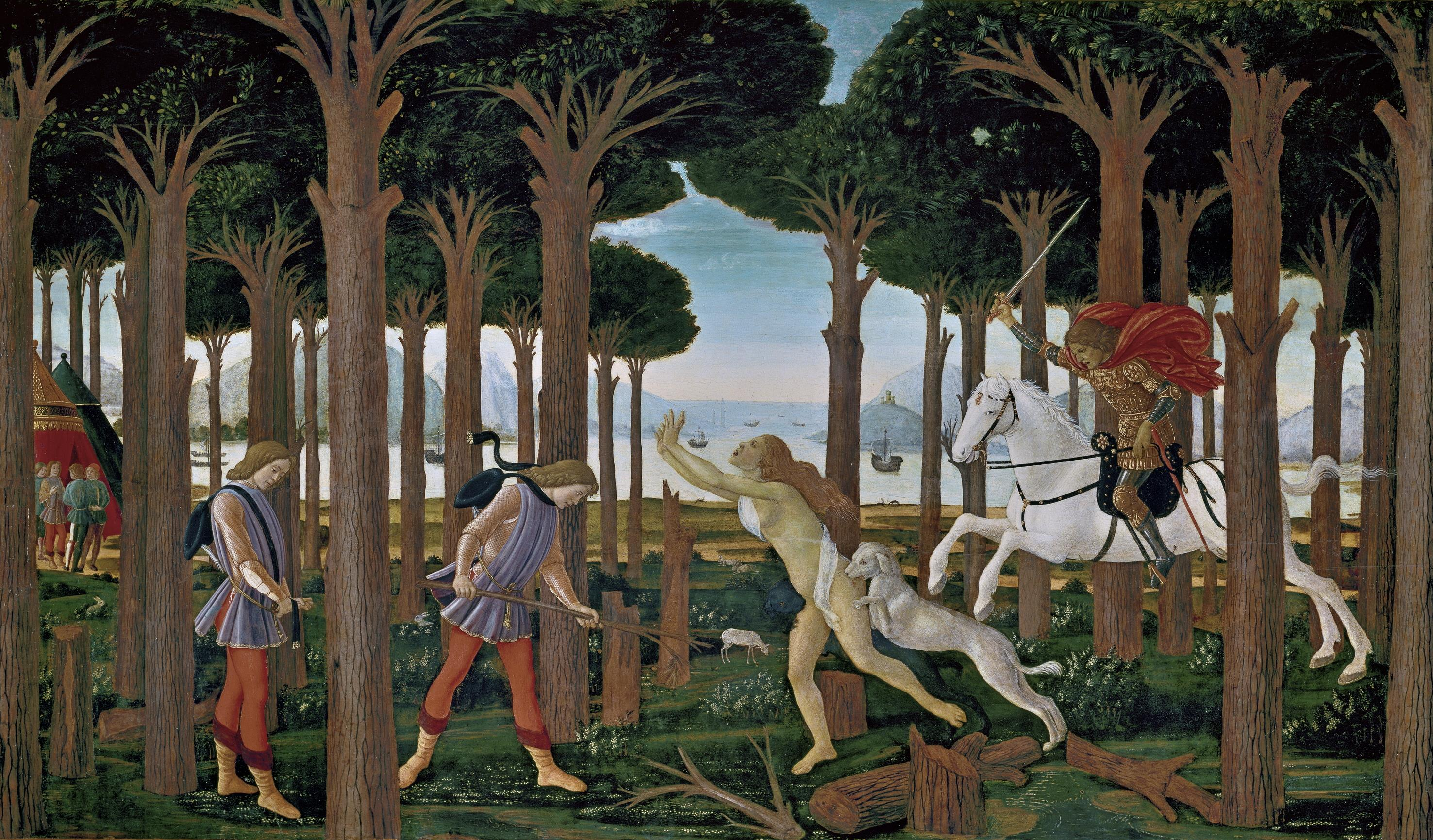
Botticelli, Nastagio incontra la donna e il cavaliere nella pineta di Ravenna, Prado, Madrid

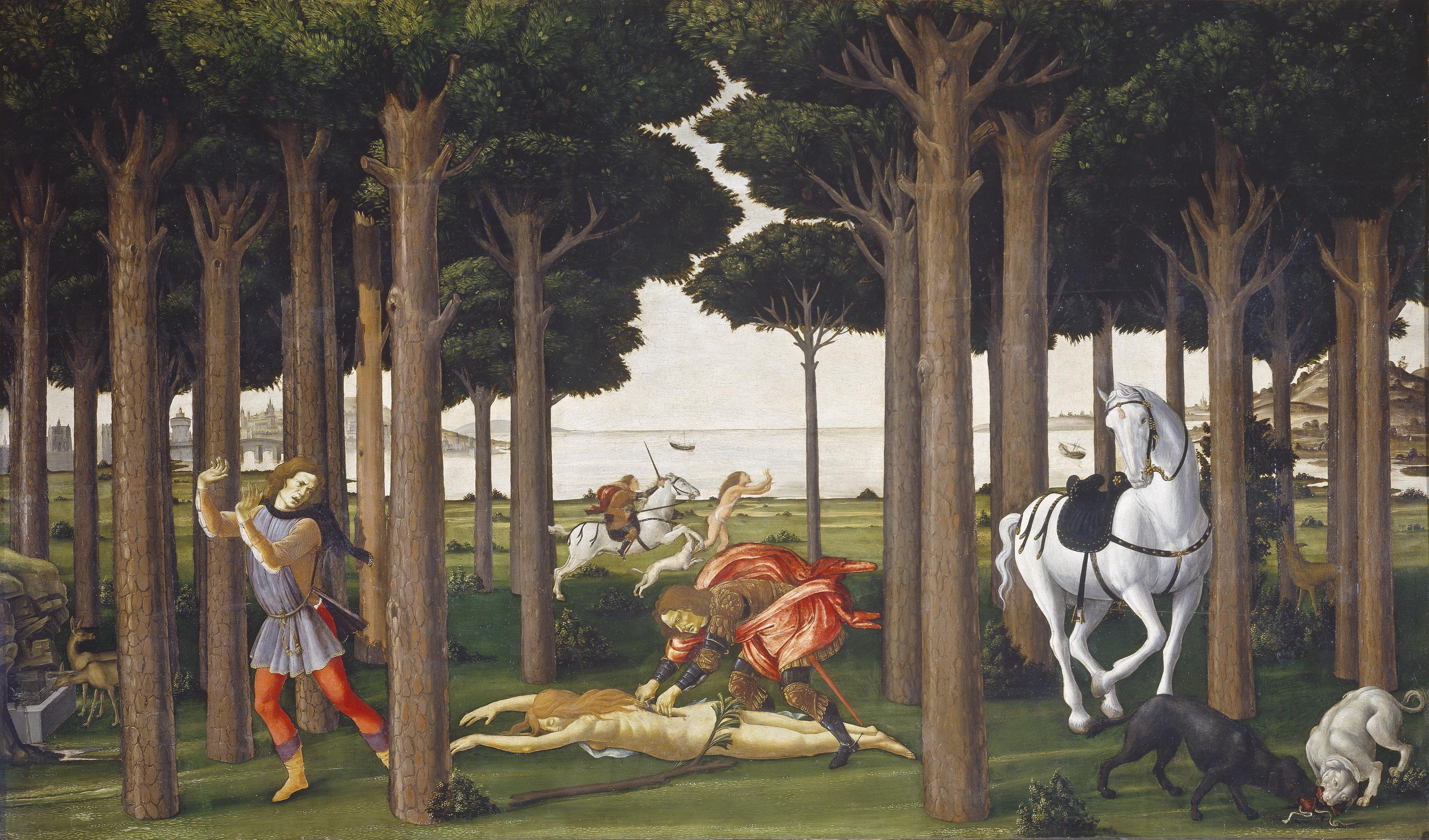
Botticelli, Uccisione della donna, Prado, Madrid

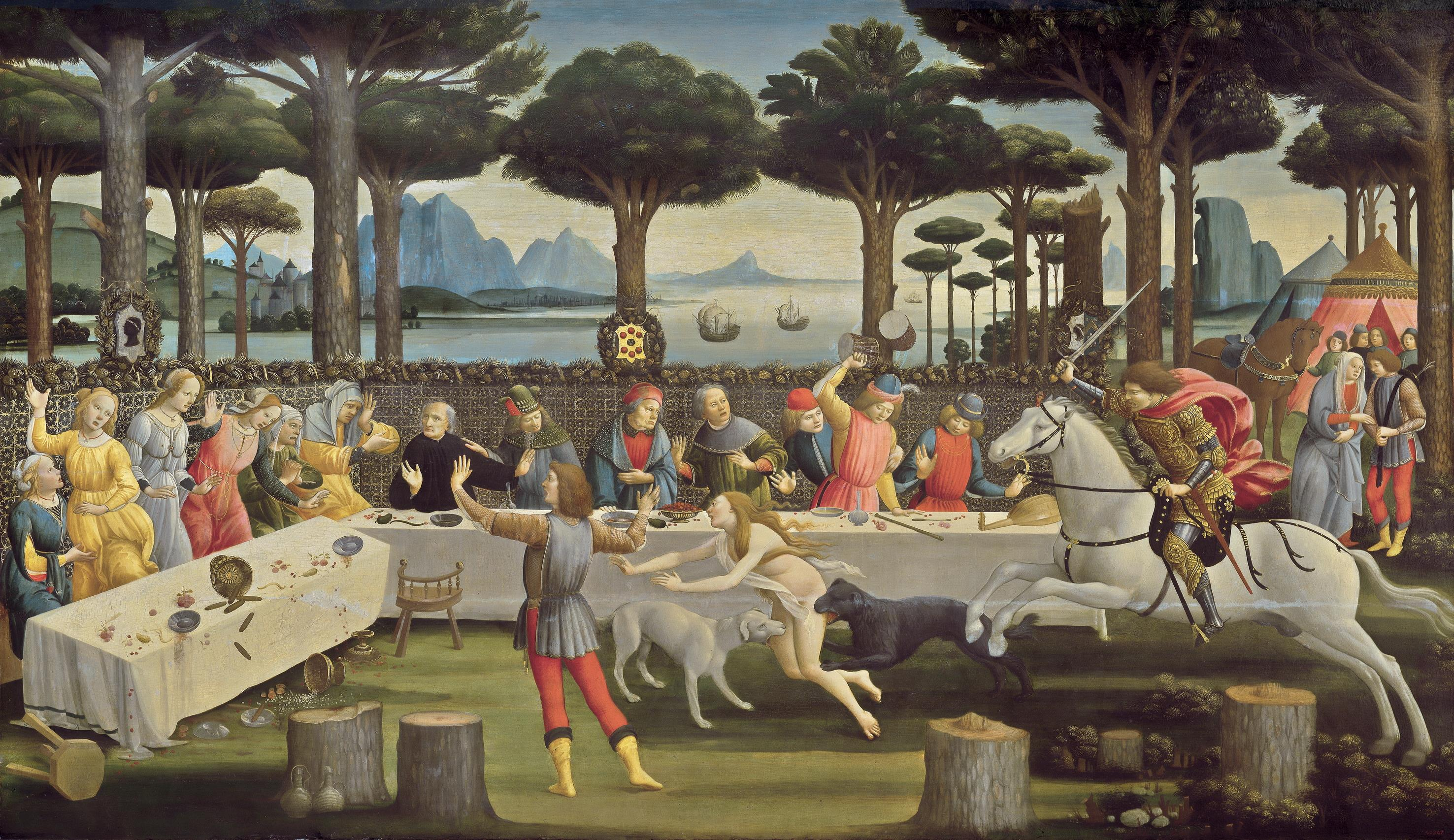
Botticelli, Il banchetto nel bosco, Prado, Madrid

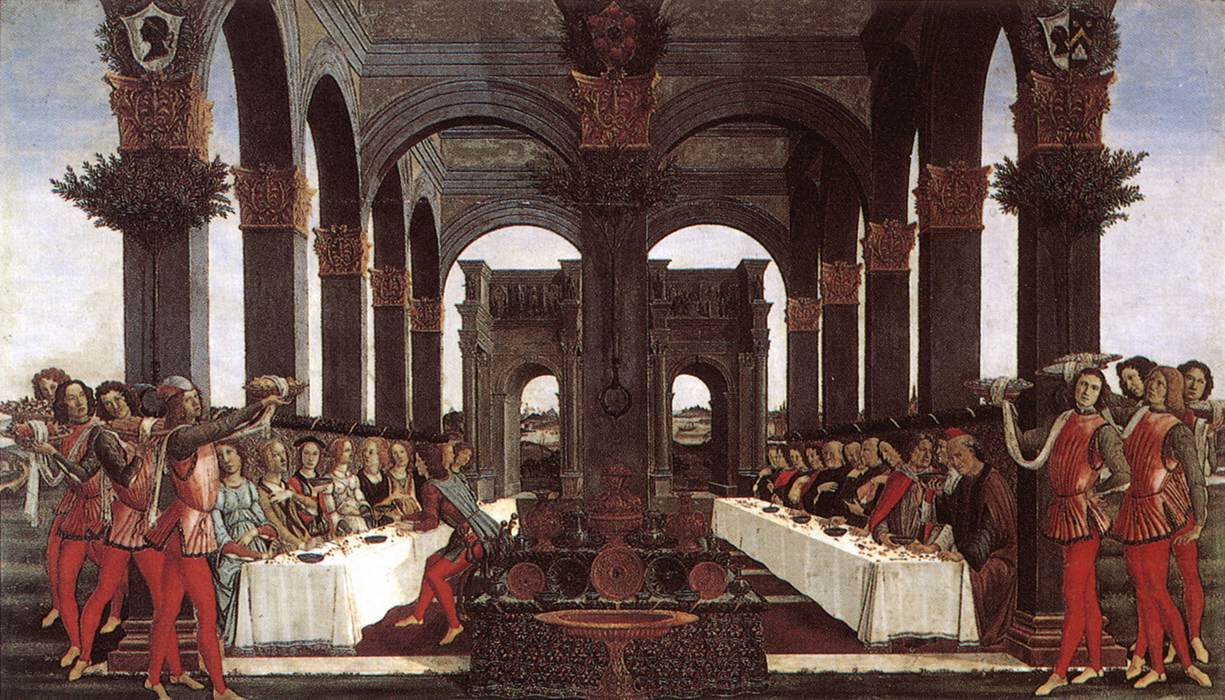
Botticelli, Nozze di Nastagio degli Onesti, Firenze, Palazzo Pucci

Nastagio degli Onesti è il protagonista di una delle cento novelle contenute nel Decameron di Giovanni Boccaccio. La novella, l'ottava della quinta giornata, narra dell'amore non corrisposto del giovane nobile ravennate Nastagio per una fanciulla che sarà infine indotta a cambiare idea dall'apparizione degli spettri di un innamorato rifiutato e dell'amata.

## Trama
Il giovane Nastagio, proveniente dalla nobile famiglia degli Onesti di Ravenna, si innamora della figlia di Paolo Traversari, proveniente da una famiglia ancora più nobile, la quale, fiera della propria bellezza e nobiltà, rifiuta il suo amore. Preso dai sentimenti di un amore disperato, Nastagio pensa al suicidio, ma poi segue il consiglio di amici e parenti e, per dimenticare la donna, si allontana da Ravenna. Un giorno, mentre fa una passeggiata nella pineta di Classe, il giovane assiste ad una scena orrenda: una donna inseguita da tre mastini e da un cavaliere armato di spada, che la uccide e ne dà da mangiare il cuore e le interiora ai cani.
Il corpo della donna si ricompone, lei riprende la fuga ed è nuovamente inseguita, uccisa dal cavaliere e data in pasto ai mastini. Nastagio vorrebbe aiutare la fanciulla, tuttavia il cavaliere gli intima di allontanarsi e gli spiega che quella scena si ripete ogni venerdì in quel luogo, in quanto egli, innamorato della donna senza essere corrisposto, si era ucciso, meritando la condanna all'inferno, mentre la donna, punita per aver gioito della sua morte, doveva scontare quella pena per tanti anni quanti erano stati i mesi della sua crudeltà verso di lui.
Nastagio pensa allora di sfruttare la situazione a suo vantaggio e manda a chiamare i suoi parenti, ai quali chiede di invitare la famiglia Traversari ad un banchetto nella pineta per il venerdì successivo. Egli fa preparare un pranzo magnifico e fa mettere i tavoli sotto i pini intorno al posto dove aveva assistito allo scempio della donna. Al banchetto partecipa anche la figlia dei Traversari: al momento dell'ultima portata, tutti cominciano a sentire le urla disperate della donna e si ripete la macabra scena.
La donna amata da Nastagio, vedendo ciò, decide immediatamente di concedergli il proprio amore e i due si sposano; la novella si conclude con l'affermazione che, a seguito di questa vicenda, tutte le donne di Ravenna si sono spaventate a tal punto da diventare molto più accondiscendenti ai desideri maschili nei loro confronti.

## Trama dettagliata
Lo sfondo della novella è una Ravenna duecentesca dove Nastagio, un nobile che ha ereditato ampie ricchezze, brucia d'amore per una giovane donna, più nobile e ricca di lui, che fa parte dell'importante famiglia Traversari. Per conquistare le sue grazie Nastagio si spende in feste continue, dilapidando il suo patrimonio e soffrendo profondamente per i continui rifiuti sdegnosi dell'amata, che resta del tutto indifferente al prodigarsi del giovane innamorato. Da subito, l'ostacolo alla realizzazione della passione amorosa è proprio nel carattere, crudo e sprezzante, della bellissima donna.
La condizione di Nastagio peggiora sempre più e gli amici, vedendolo sofferente e preoccupandosi che faccia sfumare tutto il suo capitale, lo convincono a lasciare Ravenna per cercare di dimenticare la crudele donna amata. Nastagio ubbidisce e lascia la città trasferendosi in campagna. Qui un giorno assiste a una “caccia infernale” (tipico elemento della letteratura e dell'immaginario medievale).
Una ragazza corre all'impazzata completamente nuda inseguita da un cavaliere nero che, una volta raggiunta, la fa a brandelli a coltellate. La scena si ripete più volte. Nastagio cerca di fermare lo scempio ma il cavaliere gli spiega cosa sta succedendo.
La visione "sdoppia" e replica la vicenda di Nastagio, e la quasi identità dei nomi tra protagonista e cavaliere è assai indicativa in merito. Vengono cioè messe in scena le ossessioni amorose di Nastagio e il rischio che lui e l'amata implicitamente corrono (lei perseverando nel rifiuto e lui suicidandosi per il dolore). La caccia infernale è la loro punizione, che si ripete ogni venerdì. Ascoltate le parole del cavaliere, Nastagio aguzza l'ingegno e indice in quel luogo un pranzo per il venerdì successivo, invitando la donna amata con amici e genitori. Puntualmente alla fine del banchetto la “caccia infernale” si ripete, e con essa anche la spiegazione del cavaliere di fronte ai nuovi ospiti. Dopo aver assistito alla cruenta scena e aver compreso la spiegazione del cavaliere, la donna amata da Nastagio si ravvede, cedendo all'amore del giovane. Insieme a lei tutte le donne ravennati diventano più caute nel rifiutare gli innamorati, timorose di fare la stessa fine della donna protagonista della “caccia infernale”.

## Stile e interpretazioni
Due personaggi della novella, il cavaliere nero e la donna in fuga, sono dannati che si trovano all'inferno. Non vi è registrato alcun segno di pentimento per i loro peccati, e cioè il suicidio per lui e il rifiuto dell'amore per lei. Per Boccaccio, quindi, l'amore, anche nella sua componente edonistica, riceve una valutazione positiva: ciascuno ha diritto di amare e di essere riamato, perciò anche la donna era colpevole, per non aver amato.
Anche la scena della "caccia infernale", già presente nella Divina Commedia, al canto di Pier della Vigna, è inserita da Boccaccio in una scenografia naturalistica ben diversa da quella di Dante, un locus amoenus in cui assume tratti molto meno macabri e più simili a quelli di una sacra rappresentazione.
Nella novella compaiono molte parole appartenenti al linguaggio proprio dell'amore cortese. La dama è arrogante, disdegnosa, altera, anche se in questo caso la funzione negativa le è affidata dalla struttura stessa del racconto, visto che dovrà dare alle donne un esempio di come queste non devono comportarsi.  Alla fine la dama viene promossa per il suo amore sincero, non tanto per la paura della pena cui sarebbe andata incontro, visto che alla fine ella si innamora di Nastagio.

## Nastagio degli Onesti nell'arte
Sandro Botticelli realizzò una serie di quattro pannelli che illustrano altrettanti episodi della novella boccaccesca, forse commissionati da Lorenzo il Magnifico nel 1483 per farne dono a Giannozzo Pucci in occasione del suo matrimonio con Lucrezia Bini di quell'anno. Già conservati a palazzo Pucci, nella seconda metà dell'Ottocento vennero disuniti: tre di essi oggi si trovano al Prado ed uno solo, l'ultimo, è ritornato nella sua collocazione originaria dopo essere stato, tra l'altro, nella Collezione Watney di Charlbury presso Londra.